# Rio Bartuva
O Bartuva (Bārta na Letónia) é um rio no oeste da Lituânia e Letónia. Começa no distrito de Plunge, a 3 km ao norte do Lago Plateliai. O Bartuva segue na direção noroeste, passando pelo distrito e cidade de Skuodas, antes de entrar no território letão. A partir desse ponto o Bartuva segue para o lago Liepāja, que é ligado com o Mar Báltico. Na parte superior do vale Bārta cursos é profundo e estreito, embora em menor cursos torna-se muito mais amplo.
Os principais afluentes do Bartuva são: Eiškūnas, Erla, Luoba, APSE, Vārtāja.